# Titus Pullo
Titus Pullo är en historisk person som kort omnämns i Julius Caesars De Bello Gallico.
Titus Pullo omnämns av Julius Caesar som en mycket modig centurion i 11:e legionen (Legio XI). År 54 f.Kr. attackerade nervierna den 11:e legionen under Quintus Cicero i dess vinterkvarter på nerviskt område. I korthet berättas följande. Titus Pullo "tävlade" om befordran till primus pilus med en annan centurion, Lucius Vorenus. Under många år konkurrerade de om vem skulle få befordran först och var i denna fråga rivaler i största ovänskap. Under hårda strider vid legionens befästning utmanade Pullo Vorenus, lämnade befästningarna och kastade sig ut i striden där fienderna syntes tätast. Vorenus följde efter, av fruktan för männens förakt. Pullo kastade sitt spjut och spetsade en av fienderna. När denne dödats dolde hans kamrater honom med sina sköldar och slungade i sin tur sina spjut mot Pullo, som därför inte kunde rycka fram längre. Pullos sköld genomborrades och ett spjut träffade hans bälte. Därvidlag trycktes hans svärdsskida åt sidan och han kunde inte dra sitt svärd med högerhanden när han försökte och han var omringad av fiender. Vorenus undsatte honom och stod vid hans sida. Hela massan av fiender vände sig då mot Vorenus, då de trodde att Pullo dödats av spjutet. Vorenus stred med sitt svärd man mot man och efter att ha dödat en backade de andra något. Vorenus var dock för ivrig att följa efter och han snavade och föll och blev i sin tur omringad av fiender. Nu kom Pullo till Vorenus undsättning och efter att ha dödat flera fiender tog de sig båda tillbaka till befästningarna, oskadda och som dagens hjältar. På så sätt kunde det inte avgöras vem av dem som var modigast.
TV-serien Rome har en rollfigur med samma namn, som bygger på den historiska personen.